# 독일군 위안소

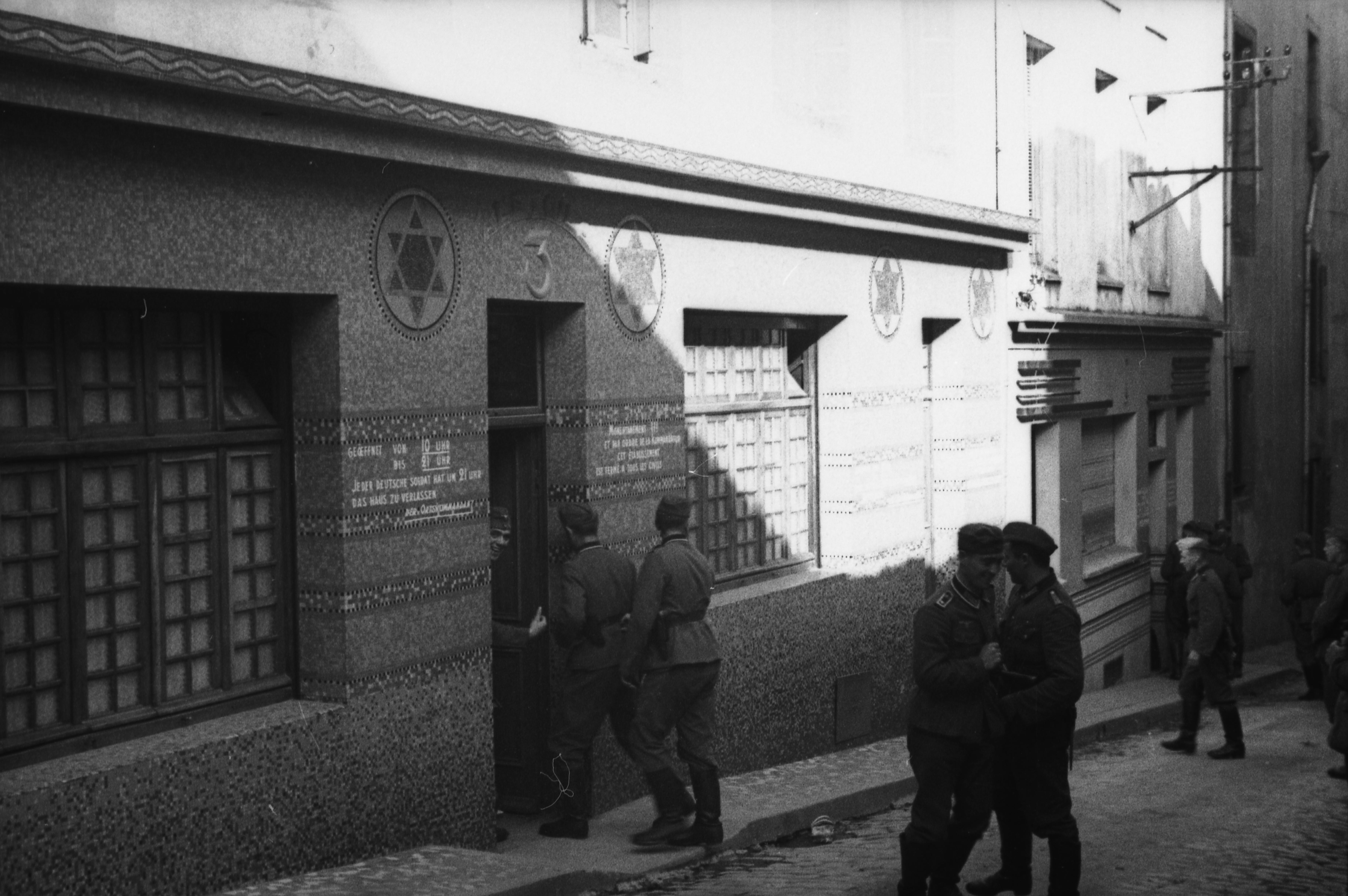
1940년 프랑스 브레스트의 위안소를 출입하는 독일군. 다윗의 별 벽화에서 알 수 있듯이, 이 건물은 원래 유대교 회당이었다.

나치 독일은 제2차 세계대전기 유럽 점령지 곳곳에 위안소를 운영하며 국방군 및 친위대 병사들이 이용하게 했다. 일반적으로 위안소는 새로 만들어졌지만, 서유럽에서는 이미 존재하던 매춘업소를 재활용하기도 했다. 1942년까지 이런 종류의 군용 위안소가 500여개소가 운영되었다. 보통 호텔 따위 건물을 압류해서 사용했고, 국방군이 위안소 건물 경비를 섰다. 이동하는 병사들이나 전선에서 후퇴하는 병사들이 이런 위안시설을 사용했다. 기록에 따르면, 최소 34,140 명의 유럽인 여성들이 이런 위안소에서 독일군을 상대로 매춘을 했다. 한편 동유럽에서는 길거리에서 여자들을 납치해다 위안소로 끌고 가 매춘을 강제하는 식으로 위안부 모집이 이루어졌는데, 이런 것을 우아판카(폴란드어: łapanka)라고 했다.

## 같이 보기
- 성노예
- 전시 성폭력
- 위안부
- 독일이 저지른 전쟁 범죄
- 특수위안시설협회
- 성노예
- 전시 성폭력
- 독일의 점령 기간 동안의 강간 범죄